# Němčice (Meclov)
Němčice jsou malá vesnice, část obce Meclov v okrese Domažlice v Plzeňském kraji. Nachází se asi 3,5 kilometru jihovýchodně od Meclova. Je zde evidováno 15 adres. V roce 2011 zde trvale žilo 22 obyvatel.
Němčice leží v katastrálním území Němčice u Třebnic o rozloze 2,29 km².

## Historie
První písemná zmínka o vesnici pochází z roku 1312.

## Obyvatelstvo
| Rok            | 1869 | 1880 | 1890 | 1900 | 1910 | 1921 | 1930 | 1950 | 1961 | 1970 | 1980 | 1991 | 2001 | 2011 | 2021 |
| -------------- | ---- | ---- | ---- | ---- | ---- | ---- | ---- | ---- | ---- | ---- | ---- | ---- | ---- | ---- | ---- |
| Počet obyvatel | 108  | 121  | 106  | 99   | 104  | 111  | 106  | 55   | 46   | 43   | 18   | 14   | 21   | 22   | 27   |
| Počet domů     | 18   | 20   | 20   | 22   | 21   | 21   | 22   | 19   | 19   | 11   | 8    | 8    | 14   | 13   | 14   |

## Obecní správa
Při sčítání lidu v letech 1850–1879 Němčice byly osadou obce Třebnice v okrese Horšův Týn. V letech 1880–1920 byly osadou obce Bozdíš v okrese Horšův Týn. V letech 1921–1960 byly samostatnou obcí v okrese Horšovský Týn. V letech 1961–1980 byly znovu částí obce Třebnice v okrese Domažlice. Od 1. července 1980 jsou částí obce Meclov v okrese Domažlice.

## Galerie

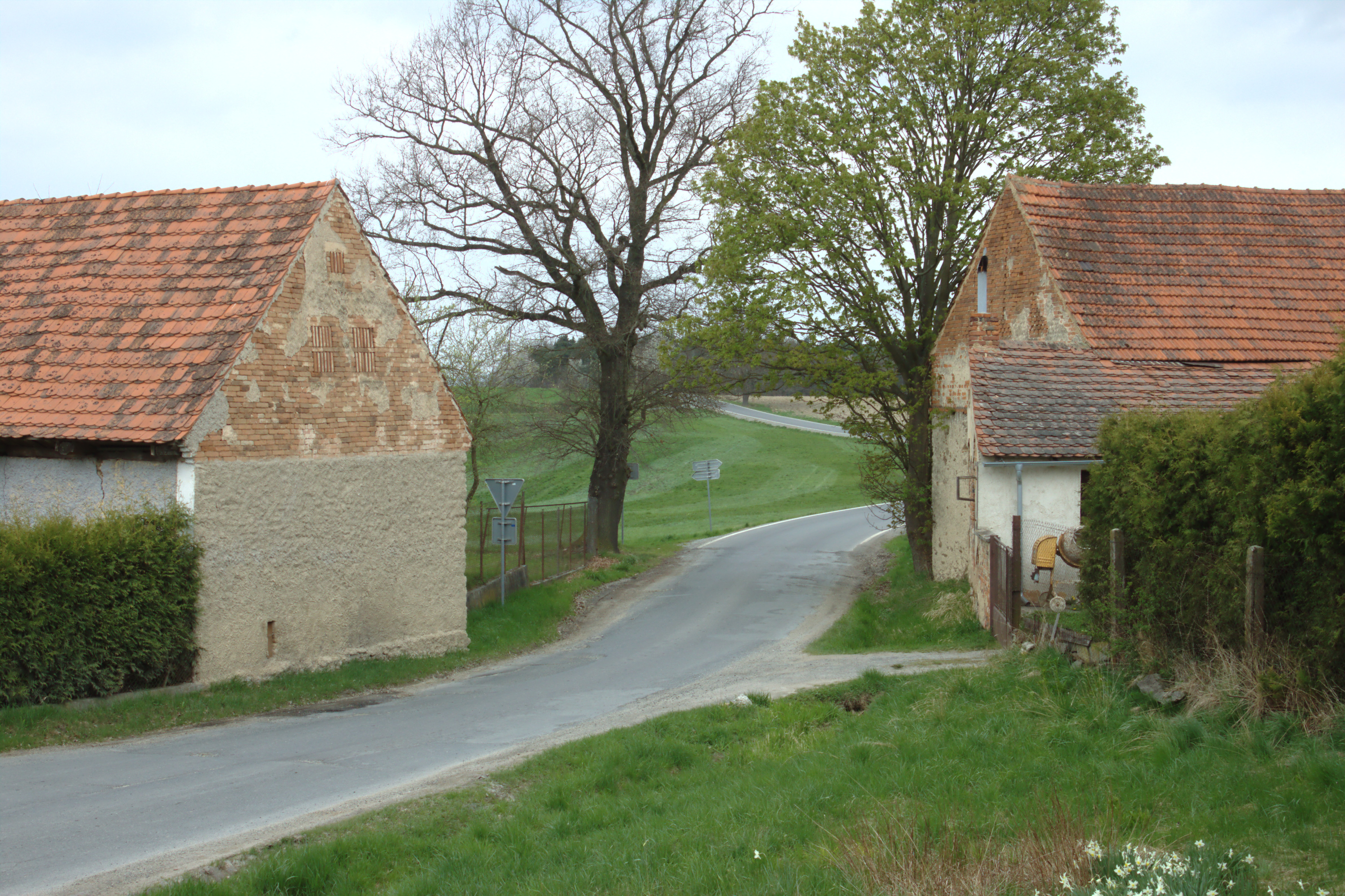
Silnice směrem na Mračnice
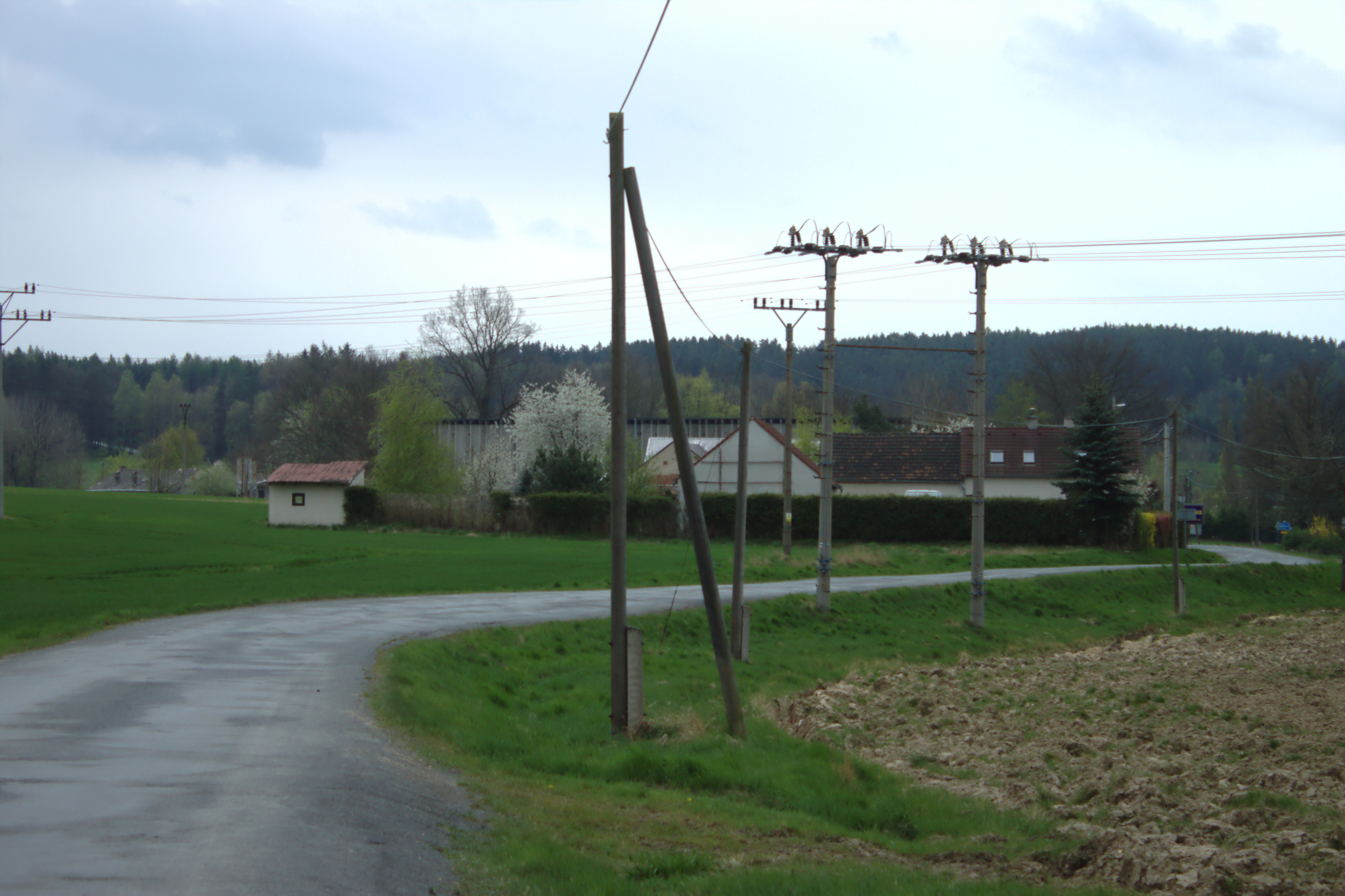
Severní část obce